# Llanwnda
Llanwnda est un village et une communauté du Gwynedd, au pays de Galles.

## Géographie
Llanwnda est situé dans le nord-ouest du Gwynedd, à 5 km au sud du centre-ville de Caernarfon. La route A487 (en) passe à l'ouest du village.
La communauté de Llanwnda comprend aussi les villages de Rhosgadfan (en) et Rhostryfan (en).

## Démographie
Au recensement de 2011, la communauté de Llanwnda comptait 1 994 habitants.